# Marie Bayerová
Marie Bayerová (* 2. Januar 1922 in Příbor; † 31. Januar 1997 in Prag) war tschechische Übersetzerin deutschsprachiger Werke und Philosophin.

## Leben
Nach der Okkupation Tschechiens 1938 und der Auflösung des tschechischen Realgymnasiums in Příbor, legte Bayerová ihre Abiturprüfung 1940 in Frenštát ab. 1941 wurde sie zur Arbeit nach Deutschland beordert, danach arbeitete bis 1945 in einer Drogerie in Nový Jičín. Nach dem Krieg studierte sie an der Prager Universität Philosophie und Psychologie und promovierte 1949. Anschließend war sie als Assistentin an einer Hochschule beschäftigt, die 1952 aufgelöst wurde. Nach einigen Jahren als Hausfrau begann sie in der Redaktionsabteilung am Institut für Philosophie der Akademie der Wissenschaften der Tschechischen Republik, in dem sie bis zu ihrer Pensionierung 1978 tätig war.

## Werke
Sie beschäftigte sich vor allem mit phänomenologischer Philosophie (Edmund Husserl), den Werken von Bernard Bolzano und den Auswirkungen des österreichischen und deutschen philosophischen Gedankengut des 19. und 20. Jahrhunderts in Tschechien. Daneben beschäftigte sie sich mit den tschechischen Philosophen Jan Patočka, Emil Utitz, Ladislav Rieger.
Ihr wichtigstes Werk war die 1994 erschienene Monografie Bernard Bolzano. Evropský rozměr jeho filosofického myšlení. Insgesamt veröffentlichte sie über zwanzig Werke.

### Deutschsprachige Publikationen
- Das Thema des sozialen Seins in der Phänomenologie, Zur Problematik der transzendentalen Phänomenologie Edmund Husserls, 1988
- Kubismus und Philosophie. Parallelen und Affinitäten, 1909–1925. Kubismus in Prag, Stuttgart 1991
- Husserl in Mähren und in Böhmen. Vom Phänomenalismus Ernst Machs zur lebensweltlichen Relevanz, Gelehrtenrepublik. Lebenswelt, Wien 1993
- Die Bedeutung der Intentionalität für die Bestimmung der Kategorie „Beziehung“, Intentionalität – Werte – Kunst (Husserl – Ingarden – Patočka), 1995

### Weitere Publikationen
- Filosof a pedagog Bonifác Buzek, 1988
- Bonifaz Buzek. filosofický odkaz, 1989
- Bernard Bolzano. Evropský rozměr jeho filosofického myšlení, 1994. ISBN 80-7007-053-6

## Bibliographie
- M. Mráz: Za Marii Bayerovou., FČ 1997.

| Personendaten    | Personendaten                                                     |
| ---------------- | ----------------------------------------------------------------- |
| NAME             | Bayerová, Marie                                                   |
| KURZBESCHREIBUNG | tschechische Philosophin und Übersetzerin deutschsprachiger Werke |
| GEBURTSDATUM     | 2. Januar 1922                                                    |
| GEBURTSORT       | Příbor                                                            |
| STERBEDATUM      | 31. Januar 1997                                                   |
| STERBEORT        | Prag                                                              |